# 폴 로브슨

1942년

폴 로브슨(Paul Leroy Robeson 1898년 4월 9일 ~ 1976년 1월 23일)은 미국의 베이스 바리톤 콘서트 아티스트이자 영화 배우이다.
'세기(世紀)의 흑인 베이스 가수'로 불리는 그는 뉴저지주의 프린스턴에서 태어났다. 학생시절에는 전미(全美) 축구 최우수선수로 선발되었을 정도의 스포츠맨이었으나 컬럼비아 대학을 졸업한 후 연극에 전념, 브로드웨이의 연극 <황제 존스>로 절찬을 받았다. 또한 수많은 셰익스피어 연극에 출연하는 한편 베이스 가수로도 성공. 1935년에는 한국에도 소개된 바 있는 영화 <쇼 보트>에서 부른 명창(名唱)으로 너무나 유명하다. 그 밖에 흑인영가(黑人靈歌), 민요 등을 불러 듣는 사람들로 하여금 깊은 감동을 느끼게 하였다. 또한 그는 인종차별의 문제, 세계 평화의 투사로서 미국으로부터 망명하여 영국에 영주하였다. 음반으로 <폴 로브슨의 전 부>, <카네기홀 콘서트> 등이 있다.

## 같이 보기
- 사이먼 캘로